# Arado Flugzeugwerke
Arado Flugzeugwerke GmbH a fost întemeiată în Warnemünde sub numele de Flugzeugbau Friedrichshafen, care a fost forțată să înceteze activitatea odată du sfârșitul Primului război mondial pe baza obligațiilor asumate de Germania prin Tratatul de la Versailles.
În 1921, Heinrich Lübbe a cumpărat clădirea fabricii și a reluat construcția de avioane, care însă erau destinate exclusiv exportului, precum și crearea unei filiale în Iugoslavia, numită Ikarus.
În 1925 compania a schimbat numele în Arado Handelsgesellschaft, dar în 1933 numele a fost schimbat din nou în același Arado Flugzeugwerke GmbH.
Arado a căștigat importanță pentru Luftwaffe cu modelul Arado Ar 66, devenit avionul de antrenament standard. Compania a produs, de asemenea, unele din primele avioane de luptă pentru Luftwaffe, Ar 65 și Ar 68. 
În 1936, RLM (Reichsluftfahrtministerium - "Ministerul Aviației Reichului"), cere lui Heinrich Lübbe să se alăture Partidul nazist. La refuzul acestuia, compania Arado a fost naționalizată și plasată sub conducerea lui Erich Serno și Felix Wagenfuhr. 
Odată cu începutul celui de-al doilea război mondial, Arado a devenit un furnizor important pentru Luftwaffe. Unele aeronave Arado au devenit elemente cheie pentru Luftwaffe, Arado Ar 96 ca unul din principalele avioane de antrenament, Ar 196, un hidroavion de recunoaștere aflat în dotarea navelor mari de război germane și Arado Ar 234, primul bombardier cu motor cu reacție din lume. 
Compania a achiziționat, de asemenea, licența pentru fabricarea avionului de luptă Focke-Wulf Fw 190.
După terminarea războiului, Arado Flugzeugwerke GmbH a fost dizolvată în instanța de judecată. 

## Avioane construite
- Arado Ar 64, vânătoare (biplan)
- Arado Ar 65, vânătoare
- Arado Ar 66,
- Arado Ar 67, vânătoare
- Arado Ar 68, vânătoare
- Arado Ar 69, vânătoare
- Arado Ar 76, vânătoare
- Arado Ar 80, vânătoare
- Arado Ar 81, vânătoare
- Arado Ar 95, patrulă de coastă
- Arado Ar 96, antrenament
- Arado Ar 196, patrulă de coastă
- Arado Ar 197, vânătoare (naval)
- Arado Ar 198, recunoaștere
- Arado Ar 199, antrenament
- Arado Ar 231, recunoaștere, lansat de pe submarin
- Arado Ar 232, transport
- Arado Ar 233, hidroavion
- Arado Ar 234 Blitz ('Fulger'), bombardier (cu reacție)
- Arado Ar 240, vânătoare
- Arado Ar 396, antrenament
- Arado Ar 440, vânătoare
- Arado Ar 532, transport [1]